# Vikings Casinos
Vikings Casinos sont spécialisée dans l'exploitation de casinos en France. C'est une filiale du holding diversifié « Groupe Vikings ». 

## Historique et activité
Le holding « Groupe Vikings » est présent dans les secteurs suivants : automobile, jeu et casinos, hôtellerie, carrelages et produits en terre-cuite, pâtisserie industrielle[réf. nécessaire]. Il est basé à Falaise dans le Calvados, en France.  
Filiale du Groupe Vikings basée à Falaise en Normandie, la société Vikings Casinos est née de l'association du Groupe Vikings présidé par Serge Foucher (80 % du capital) et de la société Jeux C, Casino Consultant, gérée par Luc Le Borgne (20 % du capital).

## Casinos exploités
- Barbazan (Haute Garonne)[3]
- Bourbon-l'Archambault (Allier)[3],[2]
- Bourbon-Lancy (Saône et Loire)[4]
- Bussang (Vosges)
- Castéra-Verduzan (Gers)[3]
- Houlgate (Calvados)
- Vittel (Vosges)
- Fréjus (Var)[5]
- Sanary-sur-Mer (Var)[5]
- Les Sables-d'Olonne
- Fort-Mahon Plage (Somme)[6]